# 王志刚 (1963年)
王志刚（1963年6月—），男性，湖南攸县人，中华人民共和国政治人物。

## 生平
1963年6月，王志刚出生在湖南省攸县网岭公社新陂。1979年，王志刚考取湖南农学院湘潭分院农学系农学专业。1982年毕业后分配至攸县新市公社任职，期间，他于1983年5月加入中国共产党。1984年4月，王志刚出任中国共产主义青年团攸县委员会副书记。同年7月转任。1986年11月，王志刚调任湖南省人民代表大会常务委员会办公厅研究室副科级研究员:826。
1987年8月，王志刚调回株洲市，出任中共株洲市委组织部干部、办公室副主任，1993年6月转任中共株洲市办公室副主任。1995年10月，王志刚出任中共株洲市南区（今芦淞区）区委副书记。2000年7月，王志刚出任株洲市人民政府秘书长、党组成员、株洲市人民政府办公室主任、党组书记。2003年4月，王志刚出任中共株洲市委秘书长，次年6月升任中共株洲市委常委，2010年1月出任株洲市人民政府副市长。
2014年10月，王志刚升任中共张家界市委副书记、市委党校（市行政学院）校（院）长。次年6月升任张家界市人民政府市长、党组书记。
2017年9月，出任湖南省人民防空办公室党组书记、主任。